# Bandera del Territorio de la Capital Australiana
La actual bandera del Territorio de la Capital Australiana fue adoptada oficialmente por la Asamblea Legislativa del Territorio Capital Australiana en 1993.
La bandera, contrariamente a la de otros estados australianos, no está basada en el pabellón azul británico. Es similar en diseño a la bandera del Territorio del Norte. La bandera utiliza los colores azul y oro de la ciudad de Canberra (que también son los colores heráldicos de Australia). La Cruz del Sur aparece como cinco estrellas blancas sobre un panel azul en la parte sujeta al mástil de la bandera, mientras que en el centro del campo de oro que posee el resto de la bandera se representa una modificación estilizada del escudo de armas de la ciudad de Canberra. La bandera fue diseñada por Ivo Ostyn.
A pesar de que el Territorio de la Capital Australiana ha existido desde 1909 y se le dio el gobierno autónomo en 1989, nunca tuvo una bandera propia. En consecuencia, el gobierno decidió que el territorio debía adoptar una bandera. Entre 1988 y 1992 se celebraron los concursos para la propuesta de un nuevo pabellón, en los que los artistas y residentes del Territorio podrían presentar sus diseños para la nueva bandera. Posteriormente, la actual bandera ganó el concurso. La Asamblea Legislativa del Territorio aprobó oficialmente esta bandera en 1993.

## Propuesta de Modificación de la Bandera

Propuesta de modificación de la bandera del Territorio de la Capital Australiana, creada por Ivo Ostyn, quien ha diseñado la actual bandera.

Desde que la bandera del Territorio fue adoptada en 1993, ya se plantearon propuestas para modificar su diseño. El diseñador de la bandera, Ivo Ostyn, creó dos opciones notables. En estas propuestas (una de las cuales está en la imagen), se sustituye el escudo de armas de Canberra, que Ostyn argumenta que es demasiado complejo para un diseño efectivo en la bandera. Por otra parte Ostyn ha declarado que el escudo de armas fue estilizado con eficacia durante el diseño, a petición del ministro principal del Territorio, dando lugar a una "bandera sub-estándar".